# Stomiopeltis betulae
Stomiopeltis betulae är en svampart som beskrevs av J.P. Ellis 1977. Stomiopeltis betulae ingår i släktet Stomiopeltis och familjen Micropeltidaceae.  Arten är reproducerande i Sverige. Inga underarter finns listade i Catalogue of Life.